# Маривил (Квебек)
Маривил (фр. Marieville) је град у Канади у покрајини Квебек. Према резултатима пописа 2011. у граду је живело 10.094 становника.

## Становништво
Према резултатима пописа становништва из 2011. у граду је живело 10.094 становника, што је за 34,1% више у односу на попис из 2006. када је регистровано 7.527 житеља. 
| 2006. | 2011.  |
| ----- | ------ |
| 7.527 | 10.094 |